# جورجیو استیوانلو
جورجیو استیوانلو (انگلیسی: Giorgio Stivanello; ۱۳ ژوئیهٔ ۱۹۳۲ – ۱۸ مهٔ ۲۰۱۰) بازیکن فوتبال اهل ایتالیا بود.
از باشگاه‌هایی که در آن بازی کرده‌است می‌توان به باشگاه فوتبال پادوا، باشگاه ورزشی لاتزیو، باشگاه فوتبال ونتزیا، و باشگاه فوتبال یوونتوس اشاره کرد.